# Ramire Ier (roi d'Aragon)
Pour les articles homonymes, voir Ramire Ier.
Ramire Ier d'Aragon (né en 1006 ou 1007 - mort le 8 mai 1063 à Graus) est considéré comme le premier roi d'Aragon, il est également comte de Ribagorce et comte de Sobrarbe.
Il est le fils illégitime du roi Sanche III de Navarre et de sa concubine Sancha d'Aibar. Quoique n'ayant jamais porté le titre de roi, il est considéré comme le premier roi d'Aragon. Doté par son père d'un territoire correspondant approximativement à l'ancien comté d'Aragon, il agrandit son domaine en se battant d'abord contre son frère García IV, le roi de Pampelune, puis en récupérant le comté de Sobrarbe et le comté de Ribagorce après la mort de son frère Gonzalve Ier entre 1043 et 1045. Il institua un « évêque d'Aragon », qui avait son siège dans la vallée de Hecho, principalement à Saint-Adrien de Sasabe.
Il épouse en 1036 Ermesinde, une fille de Bernard-Roger de Foix, entamant une alliance longue de deux siècles entre le royaume d'Aragon et le comté de Foix et de Bigorre. Il marie son fils aîné et héritier Sancho Ramirez avec Isabelle, fille du comte Armengol III d'Urgell, afin de s'opposer aux ambitions du comte de Barcelone Raimond-Bérenger Ier dans la moyenne vallée du Cinca.
Il cherche enfin à étendre ses possessions vers le sud et entre en conflit avec le roi de la taïfa de Saragosse, Al-Muqtadir. Il meurt devant la place forte de Graus, devant laquelle il avait mis le siège.

## Biographie

### Jeunesse
Ramire naît en 1006, ou 1007 au plus tard. Il est le fils aîné du roi de Pampelune Sanche III, qui n'est cependant pas marié. Sa mère, Sancha d'Aibar, est issue de la noblesse navarraise. Son origine illégitime est connue par une histoire disant que Ramire est le seul des fils de Sanche III qui aide son épouse, Munia Mayor de Castille, qui l'aurait adopté comme son propre fils. Il est d'ailleurs élevé à la cour avec les autres enfants royaux.
Son éducation est confiée à Jimeno Garcés, seigneur de Sos, Boltaña et Uncastillo. Durant le règne de son père, Ramire apparait comme témoin dans des chartes royales dès 1011. Il reçoit plusieurs propriétés dans le comté d'Aragon.

### Règne

#### Le règlement de la succession deSancheIII
En 1035, Sanche III meurt. Dans son testament, il donne son trône à l'aîné de ses fils légitimes, Garcia, qui devient le nouveau roi de Pampelune et est investi de toute la potestas royale. Ses deux autres fils légitimes sont également possessionnés : Gonzalve reçoit les comtés de Sobrarbe et de Ribagorce, tandis que Ferdinand conserve le comté de Castille, qui lui a été donné par son oncle, le comte de Castille Garcia en 1029.  
Ramire, quant à lui, reçoit les terres comprises entre Matidero et Vadoluengo, un espace qui recouvre approximativement l'ancien comté d'Aragon, annexé au royaume de Pampelune en 925. Ramire reçoit ces terres en fief, avec l'obligation de jurer fidélité au roi de Pampelune, son frère Garcia. Ramire ne devient donc pas roi d'un nouveau royaume d'Aragon. Il porte seulement le titre de baiulus, ou apparaît dans les chartes comme « Ramire, fils du roi Sanche » (Ranimirus Sancioni regis filius). Dans un acte, il affirme être roi « par la grâce de Garcia ».
Cependant, la pratique du pouvoir amène rapidement à considérer Ramire comme un roi, investi certes de la propriété (honor), mais aussi de la puissance royale. Il reçoit des seigneurs aragonais, qui lui jurent fidélité, le nom de « roi » (regulus). 

#### Les relations avec le royaume de Pampelune
Les relations se détériorent rapidement entre Ramire et son frère, Garcia IV. Entre 1036 et 1043, Ramire soutient l'invasion du royaume de Pampelune par le roi musulman de Tudèle. Lors de la bataille de Tafalla, Garcia vainc Ramire et ses alliés, Ferdinand Ier de Castille, et les rois musulmans des taifas de Saragosse, Tudèle et Huesca.
Cette défaite n'empêche pas Ramire d'étendre son territoire : il s'empare de Sos, Uncastillo, Luesia, Biel et Sanguesa peu de temps après.
En 1054, à la suite de la mort de Garcia IV, défait à la bataille d'Atapuerca par Ferdinand Ier, Ramire Ier pactise avec son neveu, le nouveau roi de Pampelune Sanche IV. Il reçoit, en échange de son aide, la vallée d'Escá et celle d'Onsella.

#### Affirmation et administration
Cherchant à garantir le plus rapidement la continuité de son lignage, Ramire épouse en 1036 Ermesinde, fille de Bernard Roger, comte de Foix et de Bigorre.
Il développe une véritable cour royale autour de lui. Structurée sur le modèle de la cour royale navarraise, elle comporte plusieurs offices : sénéchal (mayordomo), connétable (kaballeriço), chambrier (taliatore), bouteiller (votiller) et échanson (skançano). La chancellerie royale utilise dans ses documents la lettre wisigothique et la datation hispanique. La justice est rendue par le roi et ses représentants. 
La cour est principalement composée de seigneurs, qui tiennent des charges civiles ou militaires, commandent les châteaux et servent l'armée royale. On trouve également des clercs, comme les abbés des principaux monastères et l'évêque d'Aragon (aragonensis episcopus), qui installe son siège dans le monastère Saint-Adrien de Sasabe. Il faut d'ailleurs souligner l'amitié entre Ramire Ier et l'abbé Odilon de Cluny, qui intervient afin de ramener la paix avec son frère Garcia IV. Ramire s'efforce d'ailleurs de relever les églises et les monastères et fonde une abbaye à Samitier, sur la rive occidentale du Cinca, et Saint-Jean de Pano, sur la rive orientale.

#### La politique orientale
En 1043, 1044 ou 1045, Gonzalve Ier, roi des comtés de Sobrarbe et de Ribagorce, est assassiné. C'est Ramire Ier qui reçoit l'héritage de son frère. Il a alors accès aux riches territoires de la vallée du Cinca, sous domination musulmane du roi taïfa de Saragosse, al-Muqtadir. Celui-ci verse chaque année de substantiels parias pour éviter d'être attaqué : Ramire Ier entre alors en concurrence avec le comte d'Urgell Armengol III, le comte de Pallars Raymond III et le comte de Barcelone Raimond-Bérenger Ier.
Afin de freiner les ambitions du comte de Barcelone, Ramire Ier organise un double mariage avec Armengol III d'Urgell : la fille du roi aragonais, Sancha, épouse le comte d'Urgell, tandis que son fils, Sanche, épouse la fille du comte, Isabelle. L'union des forces des deux entités permet à Ramire Ier d'avancer ses pions : en 1062, il conquiert Benabarre et les villages situés entre le Guart et la Noguera : Laguarres, Lascuarre, Capella, Caserras, Falces, Luzás, Viacamp, ce qui lui permet de couper au comte barcelonais l'accès à la vallée du Cinca. La région est rattachée à la juridiction de la Ribagorce. Le château de Benabarre est quant à lui confié au vicomte de Tost Arnal Mir, un des plus proches fidèles du roi.

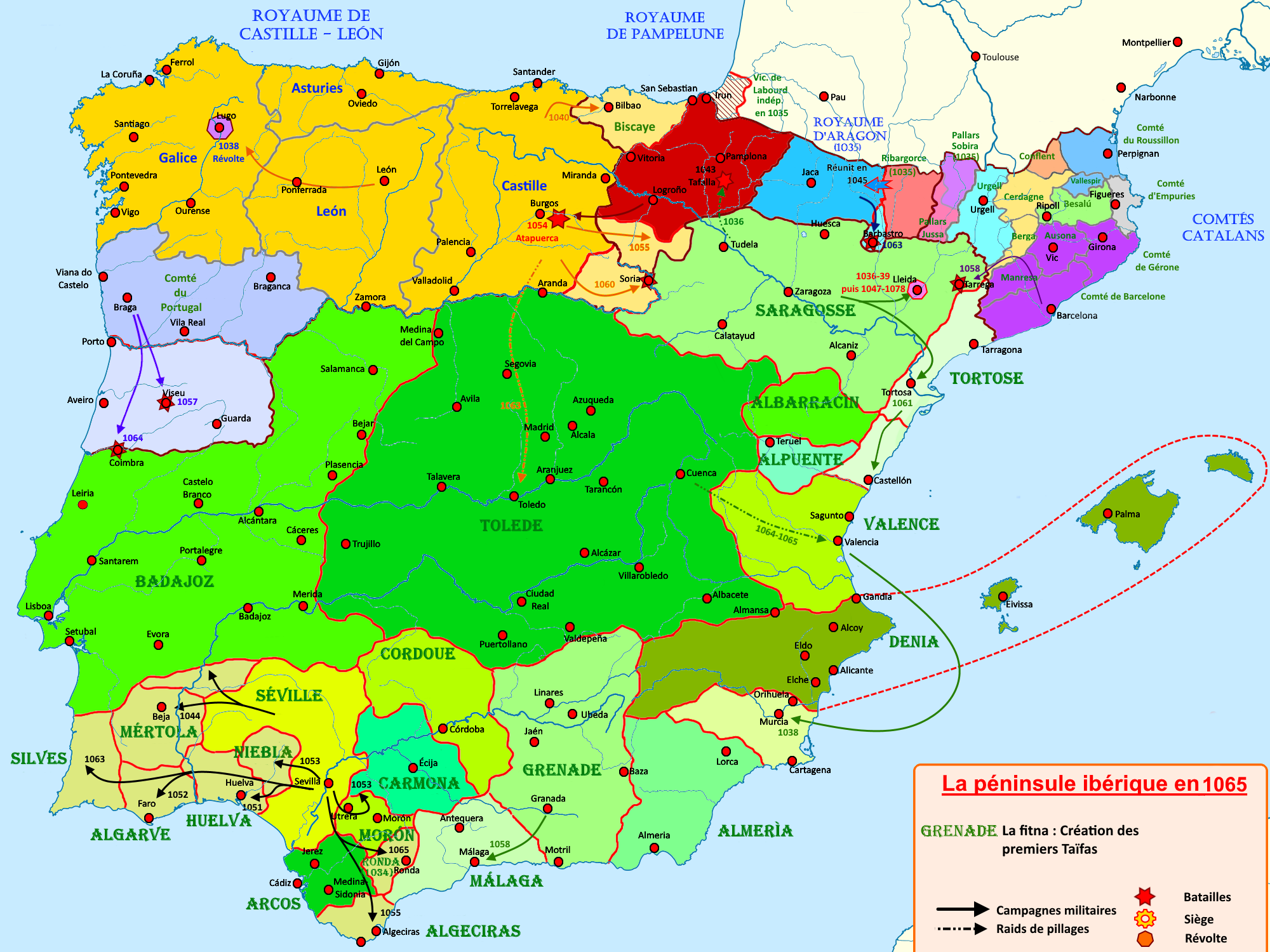
Le royaume d'Aragon de 1035 à 1065.

#### Le siège de Graus
En 1063, Ramire Ier décide d'assiéger la puissante forteresse de Graus, tenue par le roi de Saragosse, al-Muqtadir. Ce dernier vient en personne défendre sa cité, à la tête de troupes qui comptent un contingent de Castillans dirigés par le fils du roi, Sanche, accompagnés d'un jeune chevalier, Rodrigo Díaz de Vivar. Al-Muqtadir perd tout d'abord les places de Torreciudad et de Fantova, au nord de Barbastro.
Finalement, Al-Muqtadir et ses alliés rencontrent les Aragonais devant Graus et les repoussent. Ramire Ier meurt au cours de la bataille, tué par un soldat arabe du nom de Sadaro ou Sadada qui, en parlant roman, s'est approché suffisamment du roi pour l'abattre d'un coup de lance.

### Mort
Il meurt au cours du siège de Graus, le 8 mai 1063 et il est inhumé au monastère de San Juan de la Peña.

## Famille
Alors qu'il n'est pas encore marié, Ramire Ier a un premier fils, Sanche, conçu avec Amuña de Barbenuta. Dans son testament, il lègue à ce fils les terres d'Aibar et de Javierrelatre.
Ramire Ier épouse en premières noces Gisberge, fille du comte de Foix et de Bigorre Bernard Roger) le 22 août 1036. Elle prend alors le nom d'Ermesinde. De cette union naissent cinq enfants connus :
- Sanche Ier d'Aragon (vers 1043 – 4 juin 1094), successeur de son père, roi d'Aragon et de Pampelune ;
- Garcia Ramirez (vers 1046 - 17 juillet 1086), évêque d'Aragon de 1076 au 17 juillet 1086 et de Pampelune de 1076 à 1082[6] ;
- Sancha d'Aragon (1045-entre le 5 avril et le 16 août 1097), mariée au comte d'Urgell Armengol III. Une fois veuve, elle dirige le monastère Saint-Pierre de Siresa, et même l'évêché de Pampelune entre 1082 et 1083[7] ;
- Urraque d'Aragon, moniale à l'abbaye de Santa Cruz de la Serós ;
- Thérèse d'Aragon, mariée au comte de Provence Guillaume V Bertrand.

À la suite de la disparition de sa première épouse, Ramire Ier se remarie, à une date inconnue, mais avant le 10 octobre 1054, avec Agnès d'Aquitaine, fille du duc d'Aquitaine Guillaume VIII. On ne leur connaît pas de descendance.

### Sources et bibliographie
- (es) Cet article est partiellement ou en totalité issu de l’article de Wikipédia en espagnol intitulé « Ramiro I de Aragón » (voir la liste des auteurs).
- (es) Antonio Ubieto Arteta, Historia de Aragón, vol. I, La formación territorial, Éd. Anubar, Saragosse, 1981  (ISBN 84-7013-181-8).
- (es) Antonio Durán Gudiol, Ramiro I de Aragón, Ibercaja, Saragosse, 1993  (ISBN 84-87007-90-2).
- (es) Ana Isabel Lapeña Paúl, Sancho Ramírez, rey de Aragón (¿1064?–1094) y rey de Navarra (1076–1094), Trea, Gijón, 2004  (ISBN 84-9704-123-2).
- (es) Alberto Montaner Frutos, El Cid en Aragón, Caja de Ahorros de la Inmaculada et Edelvives, Saragosse, 1998  (ISBN 84-88305-75-3).
- (es) José Ángel Sesma Muñoz, « El establecimiento de la monarquía aragonesa », La Corona de Aragón, CAI (Colección Mariano de Pano y Ruata), no 18, Saragosse, 2000, p. 19-29 (ISBN 84-95306-80-8).